# Élections législatives de 1973 dans le Loiret
Les élections législatives françaises de 1973 se déroulent les 4 et 11 mars 1973. Dans le département du Loiret, quatre  députés sont à élire dans le cadre de quatre circonscriptions.

## Élus
| Circonscription | Député sortant                                       | Parti | Parti | Député élu ou réélu                      | Parti | Parti |
| --------------- | ---------------------------------------------------- | ----- | ----- | ---------------------------------------- | ----- | ----- |
| 1re             | Jean-Baptiste Chassagne suppléant de Henri Duvillard |       | UDR   | Henri Duvillard                          |       | UDR   |
| 2e              | Louis Sallé                                          |       | UDR   | Louis Sallé                              |       | UDR   |
| 3e              | Pierre Charié                                        |       | UDR   | Gaston Girard suppléant de Pierre Charié |       | UDR   |
| 4e              | Robert Figeat suppléant de Xavier Deniau             |       | UDR   | Xavier Deniau                            |       | UDR   |

## Résultats

### Résultats à l'échelle du département
| Parti                 | Parti                                   | Premier tour | Premier tour | Second tour | Second tour | Sièges |
| Parti                 | Parti                                   | Voix         | %            | Voix        | %           | Sièges |
| --------------------- | --------------------------------------- | ------------ | ------------ | ----------- | ----------- | ------ |
|                       | Union des démocrates pour la République | 92 903       | 42,54        | 85 317      | 52,25       | 4      |
|                       | Union des républicains de progrès       | 92 903       | 42,54        | 85 317      | 52,25       | 4      |
|                       |                                         |              |              |             |             |        |
|                       | Parti communiste français               | 46 380       | 21,24        | 40 013      | 24,51       | 0      |
|                       | Parti socialiste                        | 24 284       | 11,12        | Retrait     | Retrait     | 0      |
|                       | Mouvement des radicaux de gauche        | 11 271       | 5,16         | 26 364      | 16,15       | 0      |
|                       | Parti socialiste unifié                 | 10 024       | 4,59         |             |             | 0      |
|                       | Union de la gauche                      | 91 959       | 42,11        | 66 377      | 40,65       | 0      |
|                       |                                         |              |              |             |             |        |
|                       | Mouvement réformateur                   | 27 203       | 12,46        | 11 583      | 7,09        | 0      |
|                       | Front national                          | 3 176        | 1,45         |             |             | 0      |
|                       | Extrême gauche                          | 3 145        | 1,44         | 0           |             |        |
|                       |                                         |              |              |             |             |        |
| Inscrits              | Inscrits                                | 269 923      | 100,00       | 204 437     | 100,00      | 4      |
| Abstentions           | Abstentions                             | 45 521       | 16,86        | 35 193      | 17,21       |        |
| Votants               | Votants                                 | 224 402      | 83,14        | 169 244     | 82,79       |        |
| Blancs et nuls        | Blancs et nuls                          | 6 016        | 2,68         | 5 967       | 3,53        |        |
| Exprimés              | Exprimés                                | 218 386      | 97,32        | 163 277     | 96,47       |        |
| Source : Data.gouv.fr |                                         |              |              |             |             |        |

### Résultats par circonscription

#### Première circonscription (Orléans-Est)
| Candidat       | Candidat                      | Parti          | Premier tour | Premier tour | Second tour | Second tour |  |
| Candidat       | Candidat                      | Parti          | Voix         | %            | Voix        | %           |  |
| -------------- | ----------------------------- | -------------- | ------------ | ------------ | ----------- | ----------- |  |
|                | Henri Duvillard sortant réélu | UDR (URP)      | 22 026       | 38,42        | 30 574      | 53,7        |  |
|                | Jean Grosbois                 | MRG (UGSD)     | 11 271       | 19,66        | 26 364      | 46,3        |  |
|                | André Merlot                  | PCF            | 8 619        | 15,03        | Retrait     | Retrait     |  |
|                | Roland Jeanniot               | CD (MR)        | 7 762        | 13,54        | Retrait     | Retrait     |  |
|                | Michel de La Fournière        | PSU            | 4 548        | 7,93         |             |             |  |
|                | Marie-Eugène Zozor            | LO             | 1 616        | 2,82         |             |             |  |
|                | François Foiry                | FN             | 1 493        | 2,6          |             |             |  |
|                |                               |                |              |              |             |             |  |
| Inscrits       | Inscrits                      | Inscrits       | 71 845       | 100,00       | 71 841      | 100,00      |  |
| Abstentions    | Abstentions                   | Abstentions    | 12 958       | 18,04        | 12 796      | 17,81       |  |
| Votants        | Votants                       | Votants        | 58 887       | 81,96        | 59 045      | 82,19       |  |
| Blancs et nuls | Blancs et nuls                | Blancs et nuls | 1 552        | 2,64         | 2 107       | 3,57        |  |
| Exprimés       | Exprimés                      | Exprimés       | 57 335       | 97,36        | 56 938      | 96,43       |  |

#### Deuxième circonscription (Orléans-Ouest)
| Candidat       | Candidat                  | Parti          | Premier tour | Premier tour | Second tour | Second tour |  |
| Candidat       | Candidat                  | Parti          | Voix         | %            | Voix        | %           |  |
| -------------- | ------------------------- | -------------- | ------------ | ------------ | ----------- | ----------- |  |
|                | Louis Sallé sortant réélu | UDR (URP)      | 21 396       | 37,01        | 30 642      | 54,2        |  |
|                | André Chène               | PCF            | 15 145       | 26,2         | 25 896      | 45,8        |  |
|                | Pierre Thibault           | PS (UGSD)      | 9 530        | 16,49        | Retrait     | Retrait     |  |
|                | Bernard Huet              | CD (MR)        | 8 290        | 14,34        | Retrait     | Retrait     |  |
|                | Marcel Reggui             | PSU            | 2 771        | 4,79         |             |             |  |
|                | Serge Cavelier            | LCR            | 676          | 1,17         |             |             |  |
|                |                           |                |              |              |             |             |  |
| Inscrits       | Inscrits                  | Inscrits       | 71 093       | 100,00       | 71 070      | 100,00      |  |
| Abstentions    | Abstentions               | Abstentions    | 11 690       | 16,44        | 11 708      | 16,47       |  |
| Votants        | Votants                   | Votants        | 59 403       | 83,56        | 59 362      | 83,53       |  |
| Blancs et nuls | Blancs et nuls            | Blancs et nuls | 1 595        | 2,69         | 2 824       | 4,76        |  |
| Exprimés       | Exprimés                  | Exprimés       | 57 808       | 97,31        | 56 538      | 95,24       |  |

#### Troisième circonscription (Pithiviers)
| Candidat       | Candidat                    | Parti          | Premier tour | Premier tour | Second tour | Second tour |  |
| Candidat       | Candidat                    | Parti          | Voix         | %            | Voix        | %           |  |
| -------------- | --------------------------- | -------------- | ------------ | ------------ | ----------- | ----------- |  |
|                | Pierre Charié sortant réélu | UDR (URP)      | 21 553       | 42,95        | 24 101      | 48,39       |  |
|                | Pierre Bordry               | CD (PDM)       | 11 151       | 22,22        | 11 583      | 23,26       |  |
|                | Raymond Pichon              | PCF            | 8 033        | 16,01        | 14 117      | 28,35       |  |
|                | Emmanuel Faÿs               | PS (UGSD)      | 6 744        | 13,44        | Retrait     | Retrait     |  |
|                | Bernard Madre               | PSU            | 2 705        | 5,39         |             |             |  |
|                |                             |                |              |              |             |             |  |
| Inscrits       | Inscrits                    | Inscrits       | 61 564       | 100,00       | 61 526      | 100,00      |  |
| Abstentions    | Abstentions                 | Abstentions    | 9 884        | 16,05        | 10 689      | 17,37       |  |
| Votants        | Votants                     | Votants        | 51 680       | 83,95        | 50 837      | 82,63       |  |
| Blancs et nuls | Blancs et nuls              | Blancs et nuls | 1 494        | 2,89         | 1 036       | 2,04        |  |
| Exprimés       | Exprimés                    | Exprimés       | 50 186       | 97,11        | 49 801      | 97,96       |  |

Pierre Charié meurt le 12 mars 1978. Son suppléant, Gaston Girard, conseiller général d'Ouzouer-sur-Loire, le remplace du 2 avril 1973 au 2 avril 1978.

#### Quatrième circonscription (Montargis - Gien)
|                | Xavier Deniau sortant réélu | UDR (URP)      | 27 928 | 52,64  |  |  |  |
|                | Max Nublat                  | PCF            | 14 583 | 27,49  |  |  |  |
|                | Claude Dupont               | PS (UGSD)      | 8 010  | 15,1   |  |  |  |
|                | Christian Helleisen         | FN             | 1 683  | 3,17   |  |  |  |
|                | Jean Margier                | LCR            | 853    | 1,61   |  |  |  |
|                |                             |                |        |        |  |  |  |
| Inscrits       | Inscrits                    | Inscrits       | 65 421 | 100,00 |  |  |  |
| Abstentions    | Abstentions                 | Abstentions    | 10 989 | 16,8   |  |  |  |
| Votants        | Votants                     | Votants        | 54 432 | 83,2   |  |  |  |
| Blancs et nuls | Blancs et nuls              | Blancs et nuls | 1 375  | 2,53   |  |  |  |
| Exprimés       | Exprimés                    | Exprimés       | 53 057 | 97,47  |  |  |  |